# Tambor de marco
Un tambor de marco es un tipo de membranófono que tiene el diámetro de su parche más grande que su profundidad. Tiene un marco formado por uno o dos aros de madera superpuestos, puede estar provisto de sonajas. El parche puede ser sintético o de piel muy lisa y estirada. Existen modelos afinables por medio de llaves. Este grupo incluye todos los tipos de panderos y panderetas.

## Tipos de tambores de marco
- Adufe (Portugal)
- Bendir (Norte de África, Turquía)
- Bodhrán (Irlanda)
- Buben (Rusia)
- Daf (Irán, Kurdistán, Azerbaiyán, Turquía, Medio Oriente)
- Daffu (India)
- Dayereh (Irán, Asia Central, Balcanes)
- Doyra (Uzbekistán)
- Epirotiko Defi (Grecia)
- Ghaval (Azerbaiyán)
- Kanjira (Sur de la India)
- Mazhar (Egipto)
- Pandeiro (Brasil)
- Pandereta de tuna, rondalla y estudiantina (España, Filipinas, Latinoamérica)
- Pandereta plenera (Puerto Rico)
- Pandero (España)
- Pandero cuadrado asturiano (España)
- Pandero cuequero (Chile)
- Pandero jarocho (México)
- Ramana (Tailandia)
- Ravann (Mauricio)
- Riq (Mundo arábe)
- Tamborim (Brasil)
- Tambourine (Europa, Estados Unidos)
- Tamburello (Italia)
- Tammorra (Italia)
- Tar (Norte de África)
- Thappu (India)
- Timpan (Rumania)
- Timbrel
- Tympanum (Antigua Grecia y Roma)
- Uchiwa daiko (Japón)